# Jívka
Jívka är en ort i Tjeckien. Den ligger i den nordöstra delen av landet, 130 km öster om huvudstaden Prag. Jívka ligger 473 meter över havet och antalet invånare är 578.
Terrängen runt Jívka är kuperad norrut, men söderut är den platt. Terrängen runt Jívka sluttar söderut. Runt Jívka är det ganska tätbefolkat, med 230 invånare per kvadratkilometer. Närmaste större samhälle är Trutnov, 14,1 km väster om Jívka. Trakten runt Jívka består till största delen av jordbruksmark.